# الكلمة الطيبة (مسلسل)
الكلمة الطيبة، مسلسل بحريني، من إخراج جمال الشوملي، وإنتاج هيئة الإذاعة والتلفزيون البحريني. شارك في المسلسل عددًا من الفنانين منهم: شيماء سبت، عبد المحسن النمر، زينب العسكري، وغيرهم.